# Phylloxera caryaefallax
Phylloxera caryaefallax är en insektsart. Phylloxera caryaefallax ingår i släktet Phylloxera och familjen dvärgbladlöss. Inga underarter finns listade i Catalogue of Life.